# Dorfkirche Rehfeld (Falkenberg/Elster)

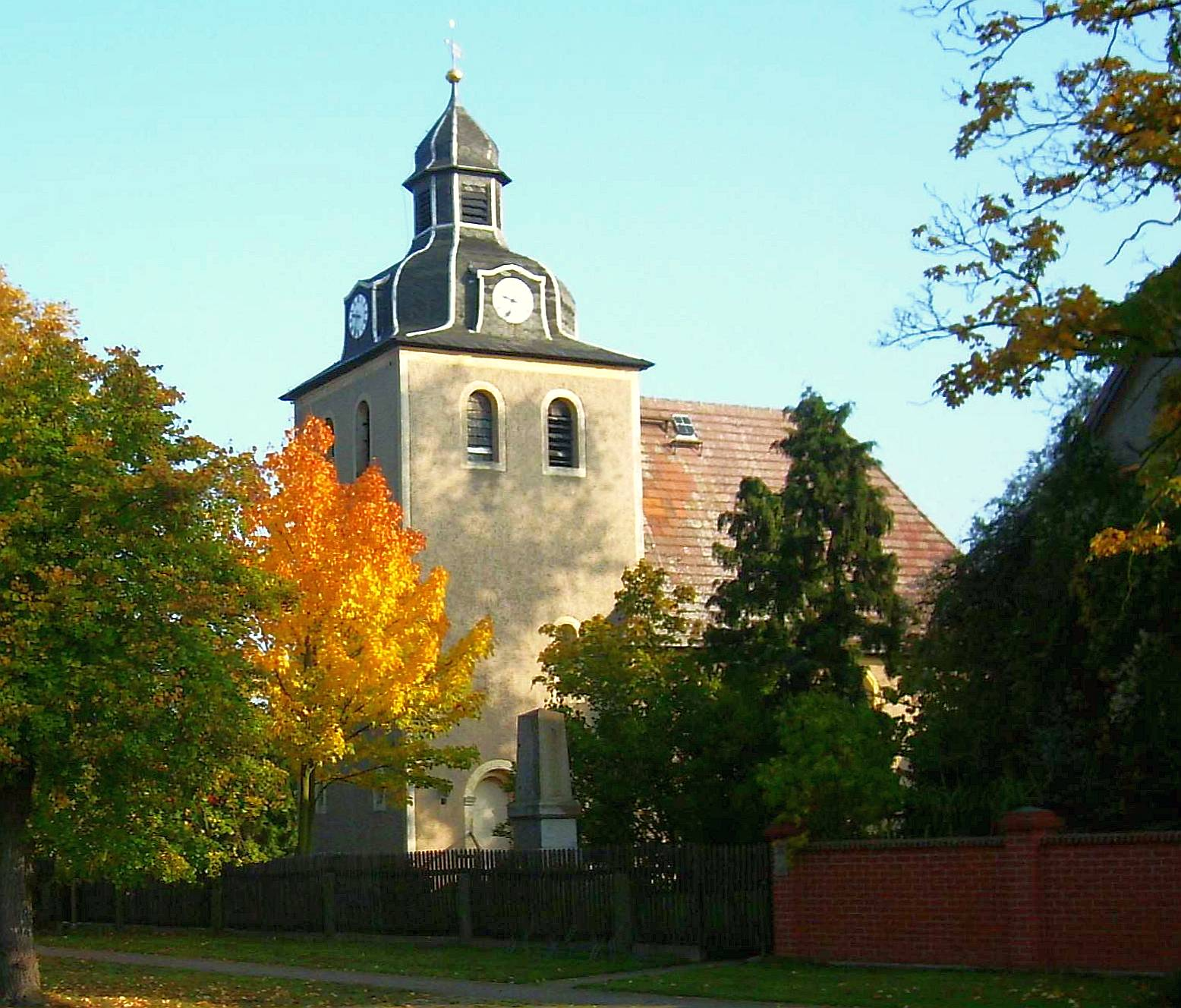
Dorfkirche Rehfeld

Die evangelisch-lutherische Dorfkirche Rehfeld ist ein denkmalgeschütztes Kirchengebäude in Rehfeld, einem Ortsteil der Stadt Falkenberg/Elster im südbrandenburgischen Landkreis Elbe-Elster.
Hier ist das in seiner heutigen Form am Anfang des 20. Jahrhunderts entstandene Bauwerk mit einem Friedhof in der Ortsmitte zu finden.

## Baubeschreibung und -geschichte
Im Lauf der Jahrhunderte gab es wohl mindestens drei Vorgängerbauten auf dem am östlichen Dorfanger gelegenen Standort der heutigen Kirche in Rehfeld. So soll es bereits im Mittelalter eine Kirche im Ort gegeben haben. Eine erste bekannte Kirche fiel im Jahre 1637 dem Dreißigjährigen Krieg zum Opfer. Denn das Dorf brannte in dieser Zeit im Jahre 1637 bis auf drei Häuser nieder. Etwa 20 Jahre später soll dann zunächst in den Jahren 1656 bis 1658 der Pfarrhof wieder entstanden sein. Einige Jahre später folgte im Jahre 1664 der Bau einer Kirche. Der Guss der Glocken erfolgte der Überlieferung nach aus dem geschmolzenen Gut der ursprünglich vorhandenen Glocken. Im Jahre 1755 entstand mit dem Bau einer Fachwerkkirche ein Nachfolgebau. Bereits im Jahre 1830 musste der Kirchturm allerdings erneuert werden, da das Bauwerk den Witterungsverhältnissen nicht gewachsen war und am Anfang des 20. Jahrhunderts wurde schließlich ein Neubau notwendig.

Die Rehfelder Kirche kurz nach ihrem Bau (1912)

Bei der heute in Rehfeld vorhandenen Kirche handelt es sich um einen in den Jahren 1910 und 1911 entstandenen neubarocken Ziegelsaalbau mit Satteldach. Im Westen des Kirchenschiffs ist ein quadratischer Kirchturm mit Schweifhaube und Laterne zu finden, den eine Wetterfahne mit den Jahreszahlen 1755, 1830 und 1910 krönt. Im Süden des Schiffs besitzt die Kirche einen Sakristei-Anbau.
Über die Vorgeschichte und den Neubau der Rehfelder Kirche erschien reichlich ein Jahr nach ihrer Weihe im März 1912 ein Aufsatz des Pfarrers Oßwald in der heimatkundliche Schriftenreihe Die Schwarze Elster. Demnach entstand die Kirche nach Plänen des Falkenberger Bauunternehmens C. Ehrler, dessen Inhaber zu jener Zeit Wilhelm Ahrens war. Das Schieferdach und der Blitzableiter wurden durch den ebenfalls in Falkenberg ansässigen Dachdecker Hoffmann ausgeführt. Die notwendigen Tischlerarbeiten nahm der Tischlermeister Paul Wege aus Schönewalde, die Glaserarbeiten der Torgauer Glasermeister Bauch und die Schlosserarbeiten der Schlossermeister Klemm aus Torgau vor. Die Wetterfahne wiederum stammt aus der Mühlberger Werkstatt des Schlossermeisters Friese. Ein Großteil der beim Neubau neu angeschafften Ausstattungsstücke, wie unter anderem der Kronleuchter, das Altarkruzifix und die Wandleuchter, stammt aus Berliner Geschäften beziehungsweise Werkstätten. Die Malerei in der Kirche übernahm der Mühlberger Porträtmaler Kretschmann.
Die Kirche besitzt eine Filialkirche in Kölsa und wurde im Laufe der Zeit immer wieder von Kölsaer Einwohnern finanziell unterstützt. Die Kirchengemeinde befindet sich im Kirchenkreis Bad Liebenwerda der Evangelischen Kirche in Mitteldeutschland. Der Kirchengemeinde gehören neben Rehfeld und Kölsa auch Züllsdorf, Beyern, Fermerswalde und Löhsten an.

## Ausstattung (Auswahl)

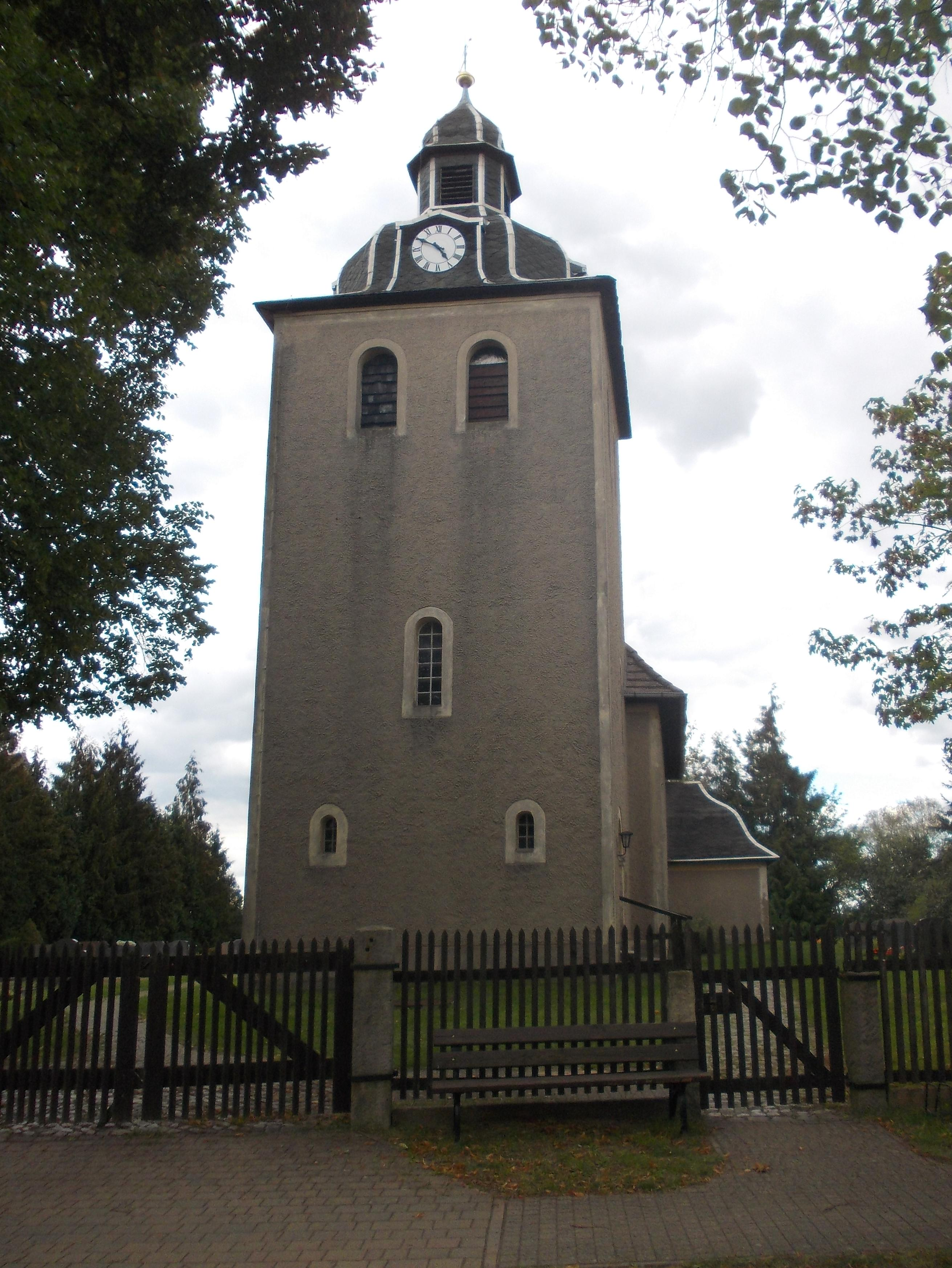
Kirchturm

### Sakrale Ausstattungsstücke
Das Innere der Kirche ist von einem hölzernen Muldengewölbe und einer schlichten neubarocken Ausstattung geprägt. Der Fußboden ist mit Tonfliesen versehen. Der hier vorhandene Kanzelaltar besitzt einen polygonalen Kanzelkorb, welcher von Säulen flankiert ist. Im Westen des Bauwerks ist eine Empore mit ornamentaler Brüstungsmalerei zu finden.
Ein sakrales Ausstattungsstück der Kirche unter anderen ist ein kelchförmiger Taufstein aus der Zeit um 1300. An seiner achtseitigen Kuppa ist ein maßwerkartiger Fries zu erkennen. Des Weiteren befindet sich in der Kirche ein Kreuzigungsgemälde, das auf die Zeit um 1700 datiert wird. Ein in der Berliner Werkstatt Th. Köppen gefertigter schmiedeeiserner Kronleuchter und einige sakrale in der Torgauer Werkstatt E. Richter geschaffene Gegenstände, wie Taufschale, Taufkanne, Abendmahlskelch, Hostiendose und Patene stammen aus dem Entstehungsjahr der Kirche.

### Orgel
Auf der Empore ist eine Orgel zu finden. Geschaffen wurde sie im Jahre 1911 vom Bad Liebenwerdaer Orgelbaumeister Arno Voigt (opus 15). Die Orgel ist mit zwei Manualen versehen, hat acht Register und besitzt eine pneumatische Kegellade.

### Glocken
Erhalten geblieben sind zwei Bronzeglocken. Eine stammt aus dem beginnenden 14. Jahrhundert, eine zweite aus dem Jahre 1668. Ihrer Inschrift nach wurde sie von der Familie von Gersdorf gestiftet und in der Dresdner Glockengießerei des Andreas Herold gegossen.
Ursprünglich war auch noch eine weitere Glocke aus der Lauchaer Glockengießerei Gebr. Ullrich vorhanden, welche beim Neubau im Jahre 1910 angeschafft wurde.

## Mahnen und Gedenken

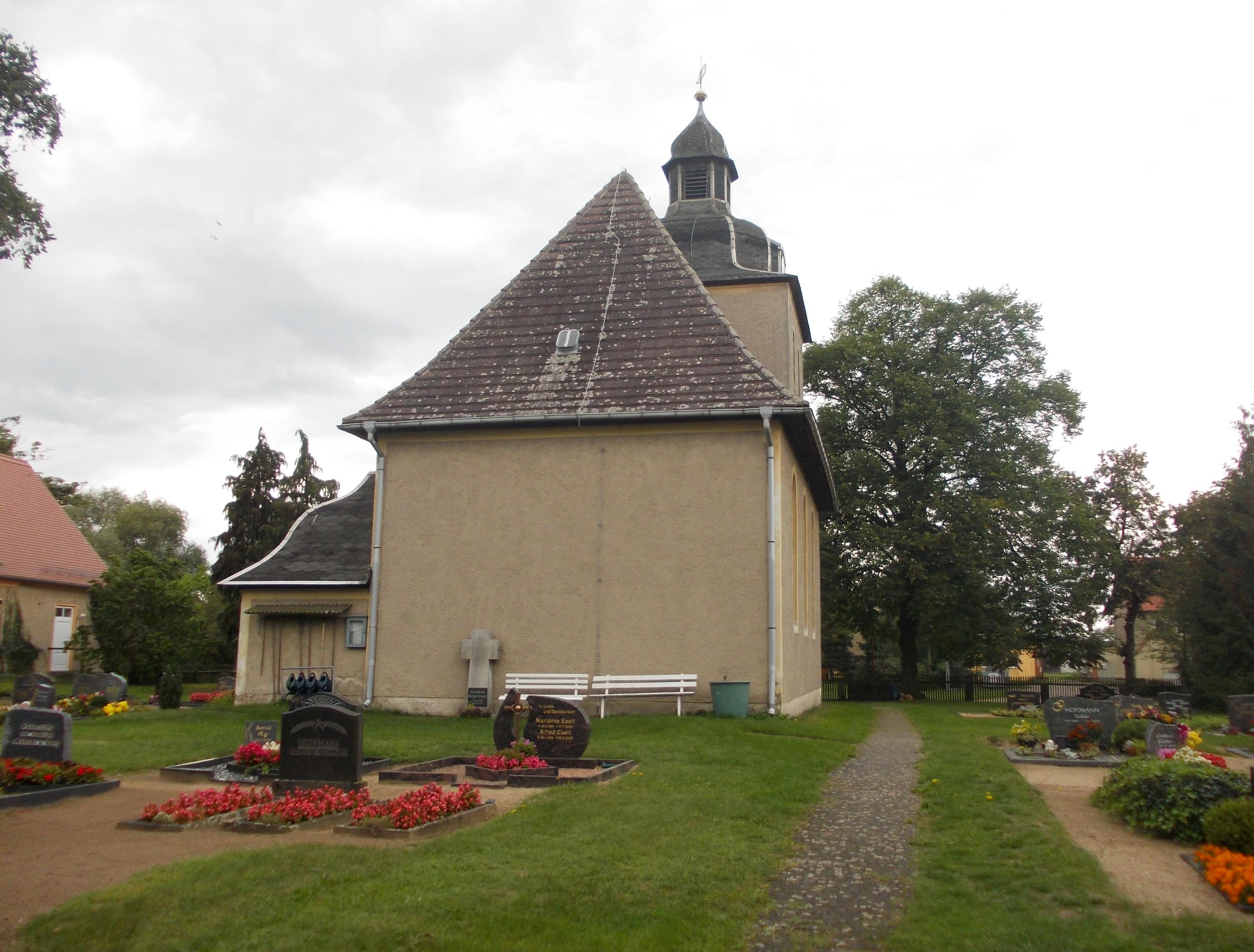
Ostseite mit Friedhof

Die Kirche ist von einem Friedhof umgeben. Außerdem gibt es unmittelbar neben der Kirche ein Gefallenendenkmal in Form einer Stele auf einem dreistufigen Sockel, das an die im Ersten Weltkrieg und Zweiten Weltkrieg gefallenen Dorfbewohner der Gemeinde Rehfeld erinnert.
Im Inneren befindet sich im Kirchturm das Grabdenkmal aus Sandstein für den einstigen Rehfelder Pfarrer Johannes Budaeus. Die mit einer den Lebenslauf des Pfarrers beschreibenden Inschrift versehene Grabplatte soll sich bereits im Turm des Vorgängerbaus befunden haben. Johannes Budaeus (1626–1686) war der erste Pfarrer, welcher nach dem Dreißigjährigen Krieg in Rehfeld sein Amt aufnahm. Geboren wurde er am 8. September 1626 als Sohn des Tuchmachers Andreas Bude und seiner Frau Margarethe in Herzberg. Er studierte in Osterode, Braunschweig und Wittenberg. Bevor er im Jahre 1655 das Amt des Pfarrers zu Rehfeld und Döbrichau antrat, war Budaeus in Dahme, Spremberg und Herzberg als Kantor tätig. Budaeus hinterließ eine Reihe von Aufzeichnungen und historischen Dokumenten. Diese berichten unter anderem über Zustand und Schicksal des Dorfes im und nach dem Krieg. Und er schrieb über den Aufbau der Kirche und des Pfarrhofes und geht auch auf die Filiale Kölsa ein. Der Pfarrer verstarb am 3. Februar 1686.